# Campionato europeo Superstock 1000 2003
Il Campionato Europeo Superstock 1000 del 2003 è la quinta edizione del campionato Europeo della categoria Superstock 1000.
Il campionato è stato vinto dall'italiano Michel Fabrizio su Suzuki GSX 1000R del team Alstare Suzuki Italia. Suo principale avversario per tutta la stagione è stato il connazionale Lorenzo Lanzi su Ducati 999S del team Rox Racing, giunto a soli 3 punti di distacco.
Sostanziale equilibrio tra i costruttori, con Suzuki che vince cinque gare su nove e Ducati che vince le restanti quattro. Per quanto concerne i piloti invece, gli italiani sono stati capaci di vincere otto delle nove gare in calendario.

## Piloti partecipanti
fonte
| Nº | Pilota                 | Squadra                      | Motocicletta        |
| -- | ---------------------- | ---------------------------- | ------------------- |
| 3  | Gianluca Vizziello     | UnionBike GiMotorsport       | Yamaha YZF-R1       |
| 4  | Michael Laverty        | EMS Racing                   | Suzuki GSX 1000R    |
| 5  | Alessio Velini         | T. Italia Lorenzini by Leoni | Yamaha YZF-R1       |
| 6  | Lorenzo Alfonsi        | T. Italia Lorenzini by Leoni | Yamaha YZF-R1       |
| 7  | David Gatenby          | Beowulf Motorsports.com      | Suzuki GSX 1000R K3 |
| 8  | James Ellison          | HAP Racing                   | Suzuki GSX 1000R    |
| 9  | Ciro Ranieri           | UnionBike GiMotorsport       | Yamaha YZF-R1       |
| 10 | Riccardo Chiarello     | DFX Racing                   | Ducati 999S         |
| 11 | Massimo Bisconti       | Magic Bike Ducci F.R.        | Yamaha YZF-R1       |
| 12 | Leroy Verboven         | ICSAT Team                   | Suzuki GSX 1000R    |
| 15 | Alex Martínez          | Celani Team                  | Suzuki GSX 1000R    |
| 16 | Enrique Rocamora       | Electrolombar Racing         | Suzuki GSX 1000R    |
| 18 | José Lombardo          | Electrolombar Racing         | Suzuki GSX 1000R    |
| 20 | Geoffrey Naze          | Zone Rouge                   | Yamaha YZF-R1       |
| 21 | Fabrizio De Marco      | Magic Bike Ducci F.R.        | Yamaha YZF-R1       |
| 22 | Christian Dal Corso    | Rox Racing Team              | Ducati 999S         |
| 23 | Gerry Gepts            | Black Racing                 | Suzuki GSX 1000R    |
| 25 | Alessandro Brannetti   | FbC Racing                   | Aprilia RSV 1000R   |
| 27 | Raphael De Saver       | DGD Motorsport               | Suzuki GSX 1000R K1 |
| 27 | Raphael De Saver       | RRT Motorsport               | Suzuki GSX 1000R K1 |
| 28 | Giacomo Romanelli      | Team Special X Gear          | Suzuki GSX 1000R    |
| 34 | José Manuel Hurtado R. | Mir Racing                   | Suzuki GSX 1000R    |
| 37 | William De Angelis     | Rox Racing Team              | Ducati 999S         |
| 38 | Lorenzo Lanzi          | Rox Racing Team              | Ducati 999S         |
| 40 | Maurizio Bottalico     | Team Special X Gear          | Suzuki GSX 1000R    |
| 41 | Pierrot Vanstaen       | Team Plein Gaz               | Suzuki GSX 1000R    |
| 44 | John Laverty           | EMS Racing                   | Suzuki GSX 1000R    |
| 46 | Tom Van Looy           | K.S. Racing                  | Suzuki GSX 1000R    |
| 57 | Ilario Dionisi         | Celani Team                  | Suzuki GSX 1000R    |
| 61 | Ghisbert Van Ginhoven  | MCT Flanders                 | Ducati 999S         |
| 62 | Rafael Sinke           | Hans Knoppers Motoren        | Suzuki GSX 1000R    |
| 63 | Robert De Vries        | CRT - Suzuki                 | Suzuki GSX 1000R    |
| 65 | Enrico Pasini          | Boselli Racing               | Suzuki GSX 1000R    |
| 68 | Denis Bouan            | Junior Team L.M.S. Suzuki    | Suzuki GSX 1000R    |
| 69 | Guillaume Dietrich     | Junior Team L.M.S. Suzuki    | Suzuki GSX 1000R    |
| 70 | David Fouloi           | Junior Team L.M.S. Suzuki    | Suzuki GSX 1000R    |
| 72 | Marco Tonini           | La Marca Team                | Aprilia RSV 1000R   |
| 72 | Marco Tonini           | La Marca Team                | Suzuki GSX 1000R    |
| 73 | Bernat Martínez        | Mir Racing                   | Suzuki GSX 1000R    |
| 74 | Dario Tosolini         | Biassono R.T. EVR Corse      | Ducati 999S         |
| 76 | Fabrizio De Noni       | Team Moto Racing             | Suzuki GSX 1000R    |
| 76 | Fabrizio De Noni       | Team Special X Gear          | Suzuki GSX 1000R    |
| 77 | Nicolas Saelens        | Van Zon Honda Sitra          | Honda CBR 900RR     |
| 78 | Alessandro Buzzi       | Moto Racing                  | Suzuki GSX 1000R    |
| 79 | Damian Cudlin          | Biassono R.T. EVR Corse      | Ducati 999S         |
| 84 | Michel Fabrizio        | Alstare Suzuki Italia        | Suzuki GSX 1000R    |
| 85 | Tomáš Mikšovský        | STK Czech Accr. Team         | Honda CBR 900RR     |
| 86 | Ayrton Badovini        | Biassono R.T. EVR Corse      | Ducati 999S         |
| 87 | Stefan Nebel           | Elf Yoshimura Schafer M.     | Suzuki GSX 1000R    |
| 88 | Max Weymann            | Schafer Motorsport           | Suzuki GSX 1000R    |
| 89 | Stefan Kittel          | Engel Racing                 | Suzuki GSX 1000R    |
| 91 | Steve Brogan           | Lloyds Autobodies            | Suzuki GSX 1000R    |
| 92 | Luke Quigley           | Buildbase Knotts M/C         | Suzuki GSX 1000R    |
| 93 | Ben Wilson             | Ben Wilson Racing            | Suzuki GSX 1000R    |
| 94 | Ben Wylie              | Future Racing                | Suzuki GSX 1000R    |
| 95 | Kelvin Reilly          | Magnum Motorsport            | Suzuki GSX 1000R    |
| 96 | Matěj Smrž             | STK Czech Accr. Team         | Honda CBR 900RR     |
| 97 | Giovanni Scillieri     | UnionBike GiMotorsport       | Yamaha YZF-R1       |
| 98 | Jakub Smrž             | STK Czech Accr. Team         | Honda CBR 900RR     |

| Legenda            |
| ------------------ |
| Pilota wildcard    |
| Pilota sostitutivo |

## Calendario
| Nº | Data         | Gran Premio | Circuito     | Pole Position   | Vincitore gara  | Leader del campionato | Resoconto |
| -- | ------------ | ----------- | ------------ | --------------- | --------------- | --------------------- | --------- |
| 1  | 2 marzo      | Spagna      | Valencia     | Lorenzo Alfonsi | Lorenzo Lanzi   | Lorenzo Lanzi         | Resoconto |
| 2  | 18 maggio    | Italia      | Monza        | Ilario Dionisi  | Michel Fabrizio | Lorenzo Lanzi         | Resoconto |
| 3  | 1º giugno    | Germania    | Oschersleben | Stefan Nebel    | Lorenzo Lanzi   | Lorenzo Lanzi         | Resoconto |
| 4  | 15 giugno    | Regno Unito | Silverstone  | Lorenzo Lanzi   | Michel Fabrizio | Lorenzo Lanzi         | Resoconto |
| 5  | 22 giugno    | San Marino  | Misano       | Ilario Dionisi  | Michel Fabrizio | Lorenzo Lanzi         | Resoconto |
| 6  | 27 luglio    | Europa      | Brands Hatch | Michel Fabrizio | James Ellison   | Michel Fabrizio       | Resoconto |
| 7  | 7 settembre  | Paesi Bassi | Assen        | Lorenzo Lanzi   | Lorenzo Lanzi   | Lorenzo Lanzi         | Resoconto |
| 8  | 28 settembre | Italia      | Imola        | Michel Fabrizio | Michel Fabrizio | Michel Fabrizio       | Resoconto |
| 9  | 19 ottobre   | Francia     | Magny-Cours  | Michel Fabrizio | Lorenzo Lanzi   | Michel Fabrizio       | Resoconto |

## Classifica

### Classifica Piloti
Fonte:
| Pos. | Pilota               | Moto             |    |     |     |     |     |     |     |     |     | P.ti |
| ---- | -------------------- | ---------------- | -- | --- | --- | --- | --- | --- | --- | --- | --- | ---- |
| 1    | Michel Fabrizio      | Suzuki           | 17 | 1   | Rit | 1   | 1   | 3   | 5   | 1   | 4   | 140  |
| 2    | Lorenzo Lanzi        | Ducati           | 1  | 3   | 1   | Rit | 3   | 11  | 1   | 16  | 1   | 137  |
| 3    | James Ellison        | Suzuki           |    | 6   | 6   | 5   | 10  | 1   | 2   | 6   | 2   | 112  |
| 4    | Lorenzo Alfonsi      | Yamaha           | 3  | 4   | 3   | 3   | 4   | 10  | 4   | Rit | 11  | 98   |
| 5    | Riccardo Chiarello   | Ducati           | 5  | 7   | 5   | 8   | 2   | 17  | 11  | 2   | 5   | 95   |
| 6    | Gianluca Vizziello   | Yamaha           | 12 | Rit | 2   | 2   | Rit | 5   | 3   | 8   | Rit | 79   |
| 7    | Ilario Dionisi       | Suzuki           | 4  | 2   | Rit | 9   | 5   | 8   | 6   | 19  | 7   | 78   |
| 8    | Enrique Rocamora     | Suzuki           | 2  | 5   | Rit | Rit | 9   | 12  | 10  | 5   | 3   | 75   |
| 9    | Bernat Martínez      | Suzuki           | 8  | Rit | 7   | 4   | 6   | 15  | 8   | 4   | 6   | 72   |
| 10   | William De Angelis   | Ducati           | 13 | 9   | 10  | 7   | 7   | 16  | 9   | 7   | Rit | 50   |
| 11   | Alex Martínez        | Suzuki           | 6  | 8   | 4   | Rit | Rit | 4   | Rit | 11  | Rit | 49   |
| 12   | Alessio Velini       | Yamaha           | 10 | 12  | Rit | 12  | 8   | 20  | 13  | 9   | 8   | 40   |
| 13   | Luke Quigley         | Suzuki           |    |     |     | 10  |     | 2   | 7   |     |     | 35   |
| 14   | John Laverty         | Suzuki           | 14 | Rit | NP  | 19  | 18  | 9   | 14  | 3   | 10  | 33   |
| 15   | Pierrot Vanstaen     | Suzuki           | 16 | 13  | 8   | 13  | 16  | 13  | 17  | 10  | 9   | 30   |
| 16   | José Manuel Hurtado  | Suzuki           | 9  | 10  | 9   | Rit | Rit | 21  | 15  | Rit | 16  | 21   |
| 17   | Ben Wilson           | Suzuki           |    |     |     | 11  |     | 6   |     |     |     | 15   |
| 18   | Massimo Bisconti     | Yamaha           | 11 | 11  | 11  | Rit |     | Rit | 23  | 18  | 22  | 15   |
| 19   | Alessandro Brannetti | Aprilia          |    | 15  | 15  | 14  | 13  | 18  | 12  | Rit | 18  | 11   |
| 20   | Steve Brogan         | Suzuki           |    |     |     | 6   |     |     |     |     |     | 10   |
| 21   | Ben Wylie            | Suzuki           |    |     |     | 7   |     |     |     |     |     | 9    |
| 22   | Michael Laverty      | Suzuki           | 7  |     |     |     |     |     |     |     |     | 9    |
| 23   | Giacomo Romanelli    | Suzuki           | 15 | Rit | NP  | 15  | 11  | 19  | 20  | Rit | Rit | 7    |
| 24   | Ayrton Badovini      | Ducati           | 18 | Rit | 16  | Rit | Rit | Rit | 18  | 13  | 12  | 7    |
| 25   | Maurizio Bottalico   | Suzuki           | 24 | 14  | 13  | 17  | 14  |     |     |     |     | 7    |
| 26   | Enrico Pasini        | Suzuki           |    |     |     |     |     |     |     | 12  |     | 4    |
| 27   | Alessandro Buzzi     | Suzuki           |    |     |     |     | 12  |     |     |     |     | 4    |
| 28   | Christian Dal Corso  | Ducati           | 22 | Rit | 12  | 18  | 17  | Rit | 25  | 22  | Rit | 4    |
| 29   | Damian Cudlin        | Ducati           |    |     |     |     |     |     |     |     | 13  | 3    |
| 30   | Guillaume Dietrich   | Suzuki           |    |     |     |     |     |     |     |     | 14  | 2    |
| 31   | Giovanni Scillieri   | Yamaha           |    |     |     |     |     |     | 24  | 14  | 20  | 2    |
| 32   | Kelvin Reilly        | Suzuki           |    |     |     |     |     | 14  |     |     |     | 2    |
| 33   | Nicolas Saelens      | Honda            | 19 | 18  | 14  | 21  | 19  |     | Rit | 17  | 25  | 2    |
| 34   | Jakub Smrž           | Honda            |    |     |     |     |     |     |     |     | 15  | 1    |
| 35   | Marco Tonini         | Aprilia e Suzuki |    | 20  |     |     | 22  |     |     | 15  |     | 1    |
| 36   | Fabrizio De Marco    | Yamaha           |    |     |     |     | 15  |     |     |     |     | 1    |
| Pos. | Pilota               | Moto             |    |     |     |     |     |     |     |     |     | P.ti |

| Legenda | 1º posto        | 2º posto            | 3º posto           | A punti      | Senza punti        | Grassetto – Pole position Corsivo – Giro più veloce |
| Legenda | Gara non valida | Non qual./Non part. | Ritirato/Non class | Squalificato | '-' Dato non disp. | Grassetto – Pole position Corsivo – Giro più veloce |

### Sistema di punteggio
| Pos.  | 1  | 2  | 3  | 4  | 5  | 6  | 7 | 8 | 9 | 10 | 11 | 12 | 13 | 14 | 15 | 16> |
| Punti | 25 | 20 | 16 | 13 | 11 | 10 | 9 | 8 | 7 | 6  | 5  | 4  | 3  | 2  | 1  | 0   |